# 債券通
債券通（英語：Bond Connect），是一项允许合资格的香港和中国内地投资者分别投资对方债券市场的制度安排。

## 背景
债券通由中國國務院總理李克強在2017年3月召開的第十二屆全國人大五次會議閉幕後的總理記者會上正式提出。李克強在記者會上表示計劃在2017年內在香港和中國內地推出債券通，加強兩地資本市場的「互聯互通」，李克強又以「近水樓台先得月」形容香港。
中国内地的債券市場目前排名全球第三，僅次於美國和日本，債券通實施後將允許外國投資者透過香港交易所購買內地債券，將有利維護和鞏固香港作為國際金融中心的地位。另一方面，中國債券市場零售化，有助吸引資金流入，方便內地債券加入環球債券指數，也有利於人民幣走向國際化。

## 制度安排

### “北向通”
允许香港投资者投资中国内地债券市场的“北向通”于2017年7月3日开通。据工银国际程实表示，开通半年来，债券通的日均交易由数亿元人民币上升至20—30亿元人民币。

### “南向通”
2018年7月3日，在香港证券交易所“债券通”周年讨论会上，中国人民银行金融市场司司长向《证券时报》记者表示，技术上南向通的开通存在基础和条件，如果南向通能为中国内地投资者投资香港债券市场带来便利，人民银行将会积极考虑南向通的安排，而人民银行及金融监管局等部门也会保持相关沟通。债券通公司经理马俊礼则在2019年11月表示，“南向通”暂无时间表。2021年9月15日，南向通正式開通，年度總額為5,000億人民幣，每日额度为200亿元等值人民币。

## 相關數據
| 北向通持有信息           | 北向通持有信息 | 北向通持有信息 | 北向通持有信息 |
| 境外持有量               | 上海清算所     | 中央結算公司   | 總量           |
| （月底）                 | （十億人民幣） | （十億人民幣） | （十億人民幣） |
| ------------------------ | -------------- | -------------- | -------------- |
| 2017年6月 （債券通開通） | 38.8           | 803.7          | 842.5          |
| 2017年12月               | 173.3          | 974.1          | 1,147.4        |
| 2018年12月               | 222.9          | 1,507.0        | 1,729.9        |
| 2019年12月               | 310.7          | 1,877.0        | 2,187.6        |
| 2020年12月               | 369.9          | 2,884.8        | 3,254.7        |
| 2021年12月               | 320.0          | 3,683.4        | 4,003.4        |
| 2022年12月               | 272.8          | 3,114.4        | 3,387.2        |